# 金剛頂経

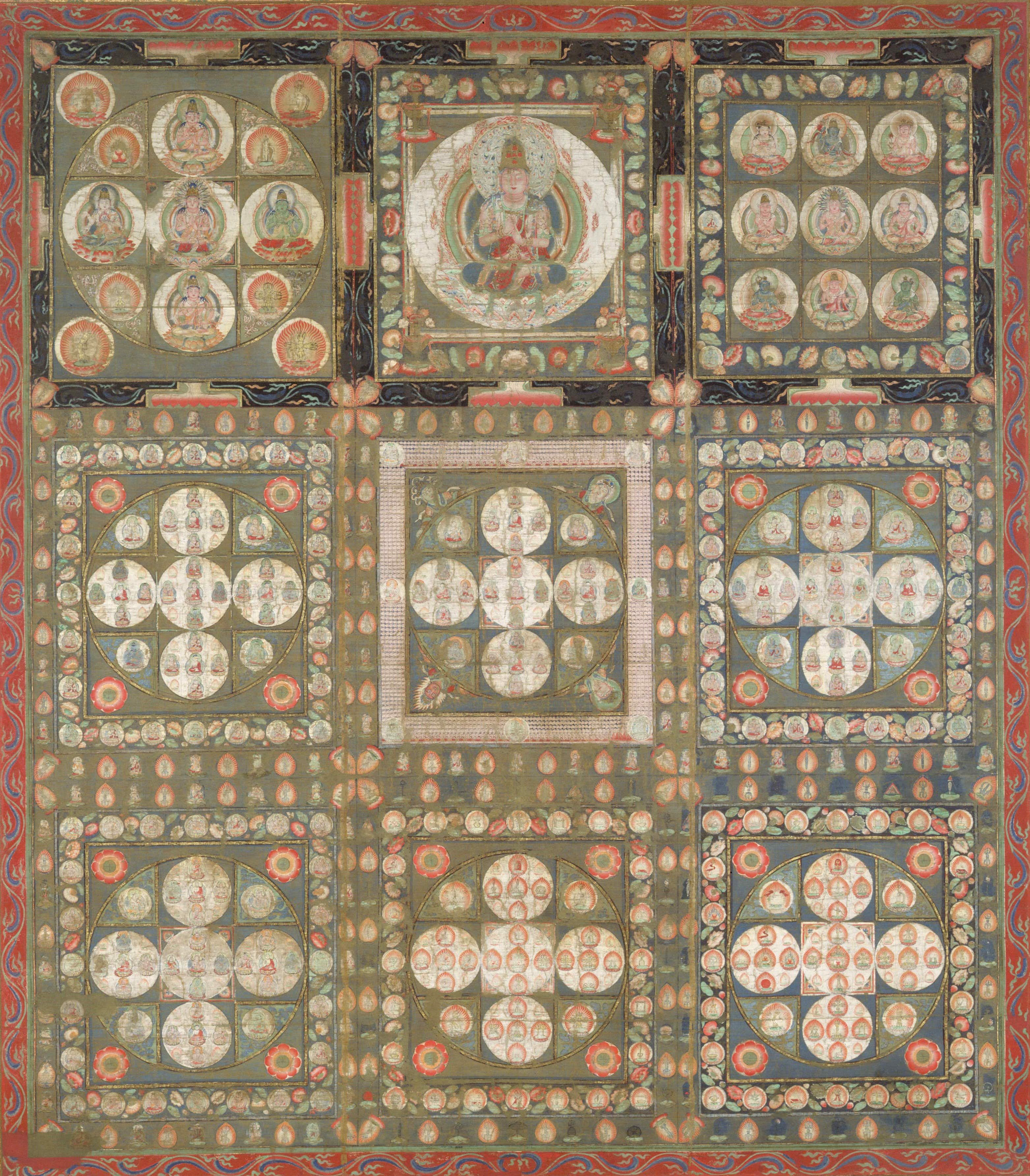
国宝『両界曼荼羅 金剛界曼荼羅』
「金剛界曼荼羅」は『金剛頂経』を典拠として成立した。『金剛頂経』は日本やチベット、ネパールの仏教に影響を与え、これらの地域における曼荼羅の展開にも影響を与えた。

『金剛頂経』（こんごうちょうぎょう、こんごうちょうきょう梵: Vajraśekhara Sūtra/Tantra, ヴァジュラシェーカラ・スートラ/タントラ）は、大乗仏教の密教部経典。
後に『初会金剛頂経』（しょえこんごうちょうきょう）と分類される経典、すなわち『一切如来の真実を集めたものと名付ける大乗経典』（梵: Sarvatathāgata-tattvasaṃgrahaṃ-nāma-mahāyāna-sūtraṃ）、略して『真実摂経』（しんじつしょうきょう、梵: Tattvasaṃgraha Sūtra/Tantra, タットヴァサングラハ・スートラ/タントラ））を編纂したグループが、その後次々と作製・編纂していった「金剛頂経」系テキストの総称である。
通常は、不空の『金剛頂経瑜伽十八会指帰』（大正蔵869）の説明に従い、全十八会（部）・十万頌とする。

## 概要
日本では、普通に「金剛頂経」という時は『初会金剛頂経』（『真実摂経』）、特に、不空訳『金剛頂一切如来真実摂大乗現証大教王経（大教王経）』（大正蔵865）のことを指す。
『初会金剛頂経』（『真実摂経』）は金剛界曼荼羅（こんごうかいまんだら）の典拠となる経典で、真言宗や天台宗では密教の「即身成仏」の原理を明確に説いているとしている。真言宗（東密）では特に根本経典（最も重要な経典）とされ、この『金剛頂経』と『大日経』の密教経典を「両部の大経」という。
真言宗で唱えられている『理趣経』（『百五十頌般若』 梵: Adhyardhaśatikā prajñāpāramitā）は、「金剛頂経」系テキストの内、第六会に含まれる『理趣広経』とよばれる文書の略本である。
空海（774年〜835年）は、唐の長安において青龍寺の恵果（746年〜805年）の弟子となり、密教の伝法灌頂を授かり、『初会金剛頂経』の教理と実践方法を伝授（大日如来―金剛薩埵―龍猛―龍智―金剛智―不空―恵果―空海と付法）される。806年に日本に初めて、『初会金剛頂経』に基づく実践体系を伝えている。
「金剛頂経」は龍猛が南天竺の鉄塔のなかで感得したという伝説がある。この経典は大日如来が18の異なる場所で別々の機会に説いた10万頌（じゅ）に及ぶ大部の経典の総称であり、単一の経典ではない。

## 漢訳経典
『初会金剛頂経』（『真実摂経』）の漢訳としては、
- 金剛智三蔵（ヴァジュラボーディ/670年頃〜741年）がサンスクリット語から漢訳した『金剛頂瑜伽中略出念誦経（略出念誦経）』4巻（大正蔵866）
- 不空三蔵（アーモガヴァジュラ/705年〜774年）が漢訳した『金剛頂一切如来真実摂大乗現証大教王経（大教王経）』3巻（大正蔵865）
- 施護（せご）が漢訳した『一切如来真実摂大乗現証三昧大教王経（現証三昧大教王経）』30巻（大正蔵882）

がある。
サンスクリット原典、チベット語訳も現存し、それらは漢訳では施護訳と対応する。7世紀中頃から終わりにかけて、南インドでその基本形が成立し、次第に施護訳にみられるような完成形態に移行したとされる。

## 初会金剛頂経（真実摂経）
『初会金剛頂経』（『真実摂経』）は、
- 金剛界品
- 降三世品
- 遍調伏品
- 一切義成就品

の四大品と、それに続く教理分で構成されている。
この初会の四大品の構成では、まだ五仏（五智如来・金剛界五仏）や五部族との対応関係が整っておらず、チベットのみに伝わる第二会・第三会に相当するテクスト『金剛頂大秘密瑜伽タントラ』の段階になると、それが明確に説かれるようになる。
| 四大品       | 五部族 | 五仏         |
| ------------ | ------ | ------------ |
| 金剛界品     | 如来部 | 大日如来     |
| 降三世品     | 金剛部 | 阿閦如来     |
| 遍調伏品     | 宝部   | 宝生如来     |
| 一切義成就品 | 蓮華部 | 無量寿如来   |
|              | 羯磨部 | 不空成就如来 |

## 十八会の構成
不空の『金剛頂経瑜伽十八会指帰』（大正蔵869）に概要が説明されている「金剛頂経」全十八会の構成は以下の通り。
この内、半数以上が現存する経典と同定されている。
- 初会 - 「一切如来真実摂大乗現証大教王」（『真実摂経』『大教王経』）
- 第二会 - 「一切如来秘密主瑜伽」（『金剛頂大秘密瑜伽タントラ』後半部[3]）
- 第三会 - 「一切経集瑜伽」（『金剛頂大秘密瑜伽タントラ』前半部[3]）
- 第四会 - 「降三世金剛瑜伽」（『降三世大儀軌王』[6][7]）
- 第五会 - 「世間出世間金剛瑜伽」（『一切悪趣清浄タントラ』[5]）
- 第六会 - 「大安楽不空三昧耶真実瑜伽」（『理趣広経』[8]）
- 第七会 - 「普賢瑜伽」（『理趣広経』[8]）
- 第八会 - 「勝初瑜伽」（『理趣広経』[8]）
- 第九会 - 「一切仏集会挐吉尼戒網瑜伽」（『サマーヨーガ・タントラ』[9]）
- 第十会 - 「大三昧耶瑜伽」
- 第十一会 - 「大乗現証瑜伽」
- 第十二会 - 「三昧耶最勝瑜伽」
- 第十三会 - 「大三昧耶真実瑜伽」（『秘密三昧大教王経』[5]）
- 第十四会 - 「如来三昧耶真実瑜伽」
- 第十五会 - 「秘密集会瑜伽」（『秘密集会タントラ』[10]）
- 第十六会 - 「無二平等瑜伽」（『無二平等最上瑜伽大教王経』[5]）
- 第十七会 - 「如虚空瑜伽」
- 第十八会 - 「金剛宝冠瑜伽」

## 内容
大日如来が一切義成就菩薩（いっさいぎじょうじゅぼさつ）（釈尊（しゃくそん））の問いに対して、自らの悟りの内容を明かし、それを得るための実践法が主となっている。その悟りの内容を具体的に示したのが金剛界曼荼羅であり、その実践法の中心となるのが五相成身（ごそうじょうじん）観である。五相成身観とは、行者の汚れた心を、瑜伽の観法を通じて見きわめ、その清浄な姿がそのまま如来の智慧（ちえ）に他ならないことを知り、如来と行者が一体化して、行者に本来そなわる如来の智慧を発見するための実践法である。